# Over There
| Оценки критиков | Оценки критиков |
| Источник        | Оценка          |
| --------------- | --------------- |
| AllMusic        | Без рейтинга    |

«Over There» (с англ. — «Там» или «Вон там») — американская песня 1917 года, которая была популярна в Вооружённых силах США и у публики во время Первой и Второй мировых войн.
Написана она была Джорджем М. Коханом в апреле 1917 года.
В 1940 году Конгресс США за эту песню отметил Джорджа М. Кохана Золотой медалью, которую ему вручил 1 мая того же года президент США Франклин Д. Рузвельт.
Песня обращается к молодому человеку по имени Джонни и призывает его взять ружьё и без отлагательства отправиться на войну с немцем. И поётся, что таким сыном будут гордиться папа и мама, и его девушка тоже должна не расстраиваться и быть гордой, что её парень встал в строй.
В 2008 году сингл Норы Бейс c этой песней (вышедший в 1917 году на лейбле Victor Records) был принят в Зал славы премии «Грэмми».

## Текст
Johnny, get your gun, get your gun, get your gun.
Take it on the run, on the run, on the run.
Hear them calling you and me,
Every Son of Liberty.
Hurry right away, no delay, go today.
Make your Daddy glad to have had such a lad.
Tell your sweetheart not to pine,
To be proud her boy's in line.
Johnny, get your gun, get your gun, get your gun.
Johnny, show the "Hun" you're a son-of-a-gun.
Hoist the flag and let her fly
Yankee Doodle do or die.
Pack your little kit, show your grit, do your bit.
Yankee to the ranks from the towns and the tanks.
Make your Mother proud of you
And the old red-white-and-blue.
Over there, over there,
Send the word, send the word over there
That the Yanks are coming, the Yanks are coming
The drums rum-tumming everywhere.
So prepare, say a prayer,
Send the word, send the word to beware –
We'll be over, we're coming over,
And we won't come back till it's over, over there.